# Thrasybulos Georgiades
Thrasybulos Georgios Georgiades (ur. 4 stycznia 1907 w Atenach, zm. 15 marca 1977 w Monachium) – niemiecki muzykolog pochodzenia greckiego.

## Życiorys
Ukończył politechnikę w Atenach, studiował też w Konserwatorium Ateńskim. Uczył się gry na fortepianie. W latach 1930–1935 był uczniem Rudolfa von Fickera na Uniwersytecie Monachijskim, gdzie w 1935 roku uzyskał stopień doktora na podstawie rozprawy Englische Diskanttraktate aus der ersten Hälfte des 15. Jahrhunderts (wyd. Würzburg 1937). Pobierał też lekcje kompozycji u Carla Orffa. W 1938 roku został wykładowcą Konserwatorium Ateńskiego, w latach 1939–1941 był jego dyrektorem. W 1947 roku uzyskał na Uniwersytecie Monachijskim habilitację na podstawie dysertacji Bemerkungen zur antiken Quantitätsmetrik (wyd. pt. Der griechische Rhythmus. Musik, Reigen, Vers und Sprache, Hamburg 1949). Od 1948 roku był wykładowcą uniwersytetu w Heidelbergu, następnie w latach 1956–1972 wykładał na Uniwersytecie Monachijskim. Był inicjatorem serii wydawniczej „Münchner Veröffentlichungen zur Musikgeschichte”. Odznaczony został orderem Pour le Mérite (1974).
W swojej pracy naukowej zajmował się muzyką starożytnej Grecji i Bizancjum oraz muzyką średniowieczną. Był autorem publikacji na temat teorii rytmu muzycznego, związków między słowem a muzyką i zagadnień interpretacji.

## Ważniejsze prace
(na podstawie materiałów źródłowych)
- Volkslied als Bekenntnis (Ratyzbona 1947)
- Musik und Sprache (Berlin 1954)
- Musik und Rhythmus bei den Griechen (Hamburg 1958)
- Zum Ursprung der abendlandischen Musik (Hamburg 1958)
- Musik und Schrift (Monachium 1962)
- Das musikalische Theater (Monachium 1965)
- Schubert, Musik und Lyrik (Getynga 1967)